# Bashir Baghpaleis

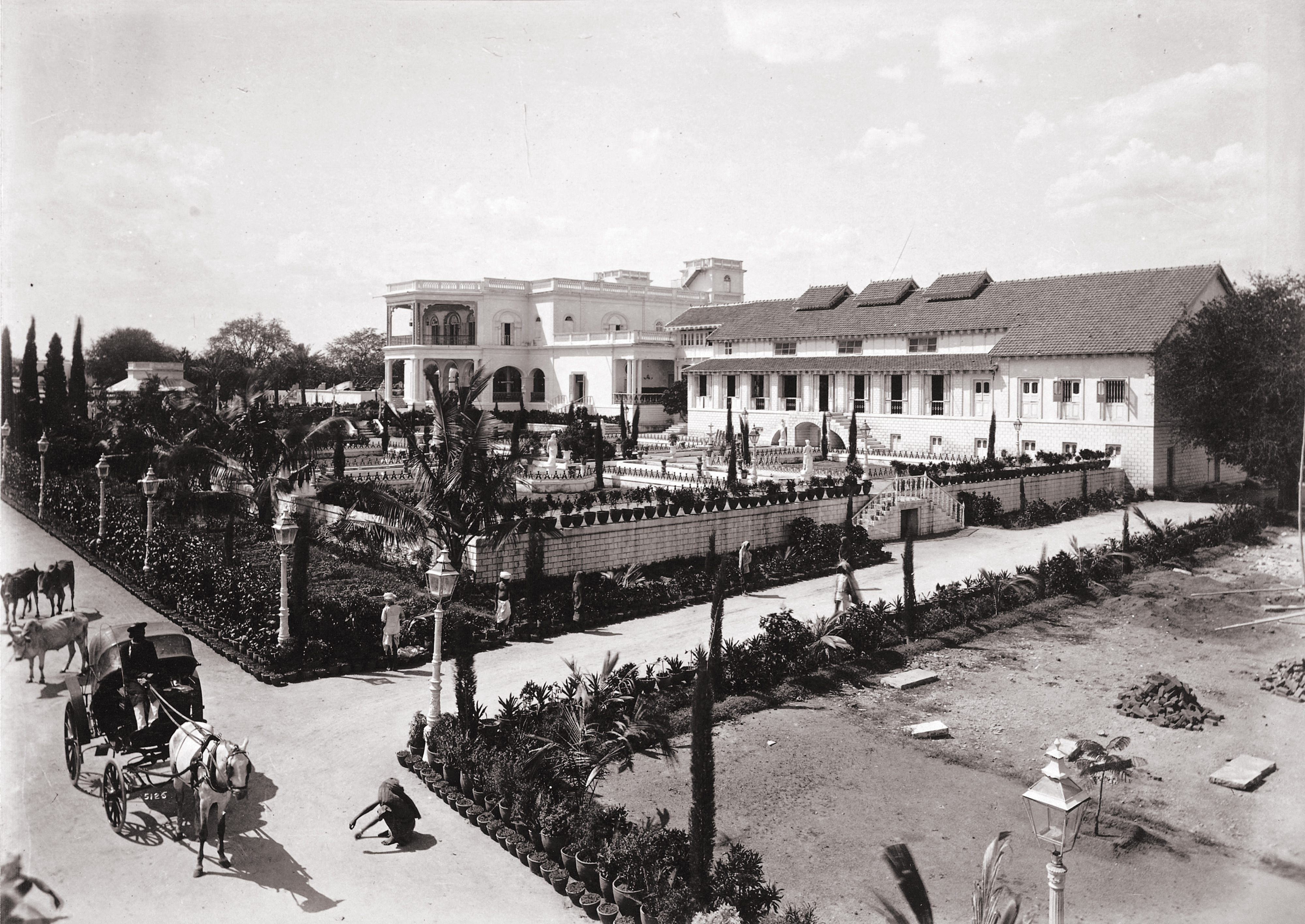
Bashir Baghpaleis in de jaren tachtig van de 19de eeuw (foto: Lala Deen Dayal), Curzon Collection

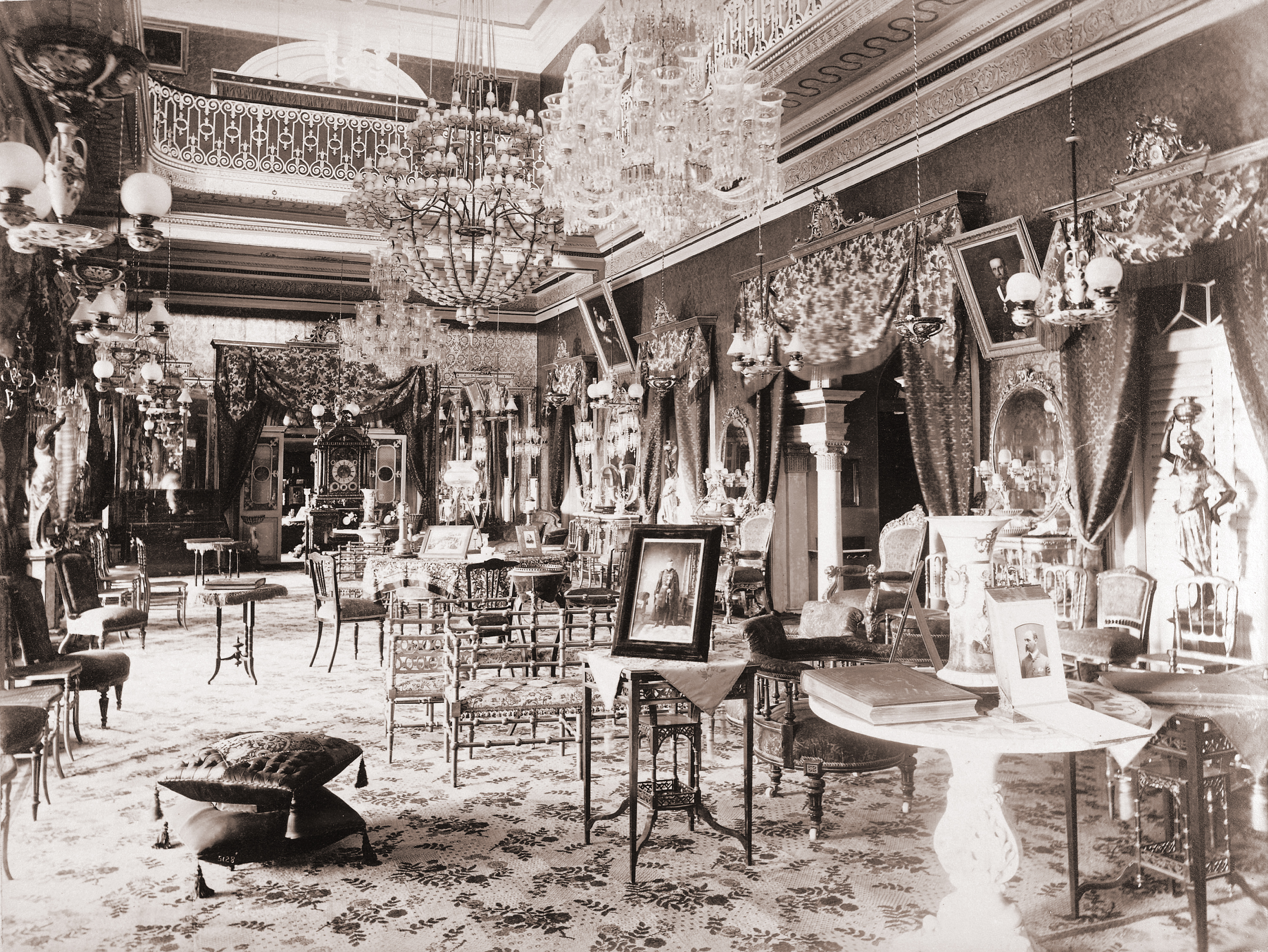
Een salon in het paleis (foto Lala Deen Dayal), Curzon Collection

Bashir Baghpaleis, of Basheer Baghpaleis, was een paleis in Haiderabad in Telangana. Het werd gebouwd door Nawab Asman Jah Bahadur, een telg uit de aristocratische familie Paigah en eerste minister van de vorstenstaat Haiderabad. Het was een schitterend ingericht paleis. De klassieke Indiase zanger Bade Ghulam Al Khan bracht er de laatste jaren van zijn leven door en overleed hier ook. Het paleis is afgebroken, maar de wijk waar het stond staat nog steeds bekend als Basheerbag.